# Catanauan
Catanauan (offiziell: Municipality of Catanauan; Filipino: Bayan ng Catanauan) ist eine philippinische Stadtgemeinde in der Provinz Quezon. Sie hat 71.073 Einwohner (Zensus 1. August 2015). Catanauan wurde im Jahr 1700 gegründet. Die Gemeinde liegt auf der Bondoc-Halbinsel, von der Insel Marinduque getrennt durch die Mompog-Passage.  

## Baranggays
Catanauan ist politisch in 46 Baranggays unterteilt.
| - Ajos - Anusan - Barangay 1 (Pob.) - Barangay 2 (Pob.) - Barangay 3 (Pob.) - Barangay 4 (Pob.) - Barangay 5 (Pob.) - Barangay 6 (Pob.) - Barangay 7 (Pob.) - Barangay 8 (Pob.) - Barangay 9 (Pob.) - Bolo - Bulagsong - Camandiison - Canculajao - Catumbo | - Cawayanin Ibaba - Cawayanin Ilaya - Cutcutan - Dahican - Doongan Ibaba - Doongan Ilaya - Gatasan - Macpac - Madulao - Matandang Sabang Kanluran - Matandang Sabang Silangan - Milagrosa - Navitas - Pacabit - San Antonio Magkupa | - San Antonio Pala - San Isidro - San Jose (Anyao) - San Pablo (Suha) - San Roque (Doyon) - San Vicente Kanluran - San Vicente Silangan - Santa Maria (Dao) - Tagabas Ibaba - Tagabas Ilaya - Tagbacan Ibaba - Tagbacan Ilaya - Tagbacan Silangan - Tuhian - Barangay 10 (Pob.) |